# 湖塘街道
湖塘街道，中国浙江省绍兴市柯桥区下辖的一个街道。

## 行政区划
现辖：
湖塘社区、型塘社区、湖塘村、宾舍村、夏泽村、铜井村、古城村、陌坞村、兴华村、五丰村、鉴湖村、湖中村、型塘村、香林村、岭下村、永联村和永信村。